# Henrik Dalsgaard
Henrik Dalsgaard (Roum, 27 juli 1989) is een Deense profvoetballer. Hij is een verdediger en speelt sinds juli 2017 voor de Engelse voetbalploeg Brentford FC. Voordien was hij actief bij SV Zulte Waregem en daarvoor bij Aalborg BK.

## Carrière

### Aalborg BK
Dalsgaard maakte in het seizoen 2008–2009 zijn debuut voor Aalborg BK. Oorspronkelijk was hij een aanvaller, maar in 2012 werd hij omgevormd tot rechtsachter. In het seizoen 2013–2014 won hij de Superligaen en Deense voetbalbeker. Hij is vooral gekend voor zijn sprintsnelheid.

### SV Zulte Waregem
Na 8 seizoenen bij de Deense club werd hij in januari 2016 transfervrij overgenomen door de Belgische club SV Zulte Waregem.

### Internationaal
Dalsgaard speelde onder meer voor de Deense U-21. Hij nam met Denemarken U21 deel aan de EK-eindronde 2011 in eigen land, waar de ploeg van bondscoach Keld Bordinggaard werd uitgeschakeld in de eerste ronde.

### Brentford FC
Dalsgaard ging sinds juli 2017 naar de Engelse voetbalploeg Brentford FC. Zijn contract loopt tot juni 2020.

## Statistieken[1]
| Seizoen         | Club            | Land                | Competitie         | Competitie | Competitie | Beker | Beker | Europees | Europees | Totaal | Totaal |
| Seizoen         | Club            | Land                | Competitie         | Wed.       | Dlp.       | Wed.  | Dlp.  | Wed.     | Dlp.     | Wed.   | Dlp.   |
| --------------- | --------------- | ------------------- | ------------------ | ---------- | ---------- | ----- | ----- | -------- | -------- | ------ | ------ |
| 2008/09         | Aalborg BK      | Vlag van Denemarken | Superligaen        | 4          | 1          | 0     | 0     | —        | —        | 4      | 1      |
| 2009/10         | Aalborg BK      | Vlag van Denemarken | Superligaen        | 25         | 0          | 1     | 0     | 2        | 0        | 28     | 0      |
| 2010/11         | Aalborg BK      | Vlag van Denemarken | Superligaen        | 15         | 1          | 2     | 0     | —        | —        | 17     | 1      |
| 2011/12         | Aalborg BK      | Vlag van Denemarken | Superligaen        | 30         | 2          | 0     | 0     | —        | —        | 30     | 2      |
| 2012/13         | Aalborg BK      | Vlag van Denemarken | Superligaen        | 31         | 2          | 2     | 0     | —        | —        | 33     | 2      |
| 2013/14         | Aalborg BK      | Vlag van Denemarken | Superligaen        | 18         | 2          | 3     | 0     | 2        | 0        | 23     | 2      |
| 2014/15         | Aalborg BK      | Vlag van Denemarken | Superligaen        | 25         | 1          | 3     | 1     | 10       | 0        | 38     | 2      |
| 2015/16         | Aalborg BK      | Vlag van Denemarken | Superligaen        | 17         | 0          | 1     | 0     | —        | —        | 18     | 0      |
| 2015/16         | Zulte Waregem   | Vlag van België     | Jupiler Pro League | 19         | 3          | —     | —     | —        | —        | 19     | 3      |
| 2016/17         | Zulte Waregem   | Vlag van België     | Jupiler Pro League | 16         | 6          | 3     | 0     | —        | —        | 19     | 6      |
| 2017/18         | Brentford FC    | Vlag van Engeland   | Championship       | 14         | 0          | 3     | 0     | —        | —        | 17     | 0      |
| Carrière totaal | Carrière totaal | Carrière totaal     | Carrière totaal    | 214        | 18         | 18    | 1     | 14       | 0        | 246    | 19     |